# Dugi turski rat
Dugi turski rat, oružani sukob između Habsburške Monarhije i Osmanskog Carstva koji je trajao između 1593. i 1606. godine, a rezultirao je sklapanjem Žitvanskog mira. Sukob je počeo napadom Turaka na Habsburšku Monarhiju. U početnim fazama rata odigrala se 22. lipnja 1593. godine bitka kod Siska u kojoj su kršćanske snage pod vodstvom austrijskog vojskovođe Andrije Auersperga i hrvatskog bana Tome Erdődyja pobijedile osmansku vojsku.